# Warez
Warez er en forvansket udgave af flertalsformen af det engelske ord software – selv om man på engelsk ikke bruger ordet "software" i flertal. Begrebet dækker over computerprogrammer der distribueres illegalt og i strid med de licensbetingelser som rettighedshaverne til de pågældende programmer har knyttet til brugen og distributionen af deres programmer. 

## Illegal distribution
Programmer der udgives kommercielt rummer normalt forskellige tekniske tiltag der skal besværliggøre eller forhindre at man kan tage en kopi af programmet. For at kunne blive til warez, skal sådanne programmer først en tur forbi en cracker, som finder og fjerner disse kopispærrings-tiltag. Herefter sørger folk, der i miljøet omtales som kurérer, for at kopiere programmerne og sende dem videre til et antal hemmelige FTP-servere, hvorfra materialet siden vinder vej til forskellige peer-to-peer-systemer på Internettet, hvorfra "alle og enhver" kan hente det, eller til fabrikker i Asien og Østeuropa som fremstiller illegale kopier af materialet på Compact Discs eller DVD'er.
Distributionsprocessen, især via Internet, er hurtig og effektiv – så effektiv at den illegale "warez-version" af et program til tider er tilgængelig samme dag som den officielle, lovlige version kommer på gaden (såkaldte zero-day warez; "nul-dags-warez"), i nogle tilfælde endda før (kaldet negative-day warez; "negativ-dags-warez").
Dette er måden det foregår på, på "Scenen"/"The Scene". Der er mange andre måder hvorpå ulovlige crackede programmer bliver spredt/delt via nettet.

## For og imod
Rettighedshaverne til de programmer der distribueres som warez, hævder at de gratis kopier skader deres salg af lovlige eksemplarer, og dermed påfører dem et økonomisk tab. Omvendt hævder fortalerne for denne trafik bl.a. at warez udbreder kendskabet til et bestemt program, og motiverer folk der ellers aldrig ville "opdage" programmet, til at købe et legalt eksemplar, anbefale deres arbejdsplads at købe programmet etc. I Danmark har vi Piratpartiet der går ind for warez. 